# Золота медаль імені С. П. Корольова

Медаль Корольова

Золота́ меда́ль імені С. Корольо́ва — наукова нагорода за видатні роботи в галузі ракето-космічної техніки. Заснувала відзнаку Академія наук СРСР 1966 року на честь видатного конструктора Сергія Корольова (1907—1966). Нині вручення нагороди проводиться Російською академією наук.

## Нагороджені медаллю Корольова
| Рік  | Лауреат                       | Обґрунтування |
| ---- | ----------------------------- | --- |
| 1967 | Мішин Василь Павлович         | За видатні роботи в галузі ракето-космічної техніки |
| 1970 | Янгель Михайло Кузьмич        | За видатні роботи в галузі ракето-космічної техніки |
| 1973 | Макеєв Віктор Петрович        | За видатні роботи в галузі ракето-космічної техніки |
| 1976 | Пілюгін Микола Олексійович    | За видатні роботи в галузі ракето-космічної техніки |
| 1979 | Кузнецов Віктор Іванович      | За видатні роботи в галузі ракето-космічної техніки |
| 1981 | Білоцерковський Олег Іванович | За видатні роботи в галузі ракето-космічної техніки |
| 1986 | Решетньов Михайло Федорович   | За видатні роботи в галузі ракето-космічної техніки |
| 1988 | Уткін Володимир Федорович     | За видатні роботи в галузі ракето-космічної техніки |
| 1996 | Козлов Дмитро Ілліч           | За комплекс робіт в галузі ракето-космічної техніки |
| 2001 | Семенов Юрій Павлович         | За сукупність робіт «Створення орбітального опілотованого комплексу з 15-річним ресурсом» |
| 2003 | Патон Борис Євгенович         | За сукупність робіт «Розробка і впровадження наукомістких космічних технологій зі створення трансформованих великогабаритних конструкцій, відпрацювання унікальних методик і засобів проведення ремонтно-відновлювальних робіт на орбітальних пілотованих станціях методами зварювання, пайки, різки та нанесення покриттів» |
| 2007 | Черток Борис Овсійович        | За цикл наукових і конструкторських робіт і публікацій |
| 2016 | Іванов Володимир Петрович     | За цикл наукових работ із розробки теорії й алгоритмів управління внутрішньобаковими процессами для перспективних ракет-носіїв и розгінних блоків |